# Heorhij Tuka
Heorhij Borysovyč Tuka (in ucraino Георгій Борисович Тука?; Kiev, 24 novembre 1963) è un politico, attivista e informatico ucraino, fondatore dell'organizzazione Narodnyj Tyl e del sito Myrotvorec'.

## Biografia
Nato e cresciuto a Kiev si è laureato nel 1986 presso l'Istituto Politecnico di Kiev.
Nel 2014 prese parte alle proteste dell'Euromaidan, venendo anche ferito in uno scontro con la polizia antisommossa. Nello stesso anno si presentò alle elezioni parlamentari nella lista del partito Ucraina - Paese Unito di Oleksandr Ržavs'kyj, che tuttavia non ottenne alcun seggio nella Verchovna Rada.
Dopo l'annessione russa della Crimea iniziò a fare volontariato per aiutare il personale militare ucraino; le azioni di Tuka ed altri confluirono nella creazione dell'organizzazione non governativa Narodnyj Til, registrata ufficialmente nel 2015. Tra le principali attività dell'ONG figura la gestione del sito di delazione Myrotvorec', un database con informazioni su soldati e sostenitori della causa separatista filo-russa.
Nel 2015 è stato nominato dal presidente Petro Porošenko come capo dell'amministrazione militare statale regionale di Luhans'k rimanendo in carica fino al 2016; durante il suo mandato ha promosso la costruzione di un muro al confine tra l'oblast' di Luhans'k e la Russia e la costituzione di un'agenzia per lo sviluppo regionale in collaborazione con la Banca Mondiale. Pochi giorni prima di essere licenziato dalla carica è stato nominato viceministro dei territori temporaneamente occupati e degli sfollati interni nel governo Hrojsman.

## Vita privata
È sposato e ha due figli, di cui uno presta servizio come volontario nelle Forze armate dell'Ucraina.